# Vîsoke, Cerneahiv
Vîsoke (în ucraineană Високе) este localitatea de reședință a comunei Vîsoke din raionul Cerneahiv, regiunea Jîtomîr, Ucraina.
Localitatea face parte din regiunea istorică Volânia, iar după tratatul de pace de la Riga din 1921 a devenit parte a Uniunii Sovietice.

## Demografie
Componența lingvistică a localității Vîsoke
     Ucraineană (99%)
     Alte limbi (0,91%)
Conform recensământului din 2001, majoritatea populației localității Vîsoke era vorbitoare de ucraineană (99%), existând în minoritate și vorbitori de alte limbi.